# Trygve Bratteli
Trygve Martin Bratteli (11 janvier 1910 à Nøtterøy – 20 novembre 1984) est un homme d'État norvégien du Parti du travail et Premier ministre de Norvège de 1971 à 1972 et de 1973 à 1976.
Visé par la directive Nuit et brouillard, il survit cependant à sa déportation et son internement dans des camps de concentration nazi, grâce au système dit des « Bus blancs ».